# Отаџбински фронт (Бугарска)
Отаџбински фронт (ОФ; буг. Отечествен фронт, ОФ) био је бугарски политички покрет отпора током Другог светског рата. Чланови ОФ били су покрет Звено, комунистичка Бугарска радничка партија, део политичара из Аграрног савеза и Бугарска социјалдемократска радничка партија. Иако припадници различитих идеологија, сви чланови ОФ су били уједињени само у пружању отпора пронемачкој, милитаристичко-фашистичкој диктатури у Бугарској. У почетку су све групе добро сарађивале и ниједна од њих није превладавала. Тек је Бугарска комунистичка партија ускоро успоставила доминацију. Када је Совјетски Савез 1944. године објавио рат Бугарској, Отаџбински фронт је извршио државни удар и објавио рат Немачкој и другим члановима Силе Осовине. Влада ОФ, на челу са Кимоном Георгијевим (Звено), одмах је потписала споразум о примирју са Совјетским Савезом. Ускоро је Бугарска комунистичка партија у потпуности постала доминантна у организацији.
На изборима одржанима 18. новембра 1945, ОФ је освојио велику већину као једина партија или савез наведена на гласачком листићу. Године 1946, Георгијев је поднео оставку, а његов наследник је био Георги Димитров, вођа Комунистичке партије, након чега је Бугарска постала народна република. Отаџбински фронт се на крају трансформисао у широки народни фронт под контролом комуниста, а све странке-чланице осим Бугарског аграрног народног савеза су распуштене. Са укидањем социјализма 1989. године у Бугарској, ОФ је распуштен.